# 不燃材料
不燃材料（ふねんざいりょう）とは、建築物の材料のうち、建築基準法施行令第108条の二で定める技術的基準に適合する不燃性を持つ材料を指す。一般には石、鉄鋼、コンクリートなどの材料が不燃材料に含まれる。準耐火構造や防火構造にする場合には、一定の部位に不燃材料を使う必要がある。
不燃性能に関して政令で定める技術的水準に適合する建築材料には、不燃材料、準不燃材料、難燃材料の3ランクがあり、不燃材料はその最上位にあたる。通常の火災による火熱が加えられた場合に、加熱開始後20分間は、燃焼しないことが必要である。また、外部仕上げにおいては、防火上有害な変形、溶融、亀裂その他の損傷を生じないこと、内部仕上げでは避難上有害な煙またはガスを発生しないものであること、の3点が条件となる。平成12年建設省告示第1400号に例示されていない材料の場合、これらの条件を満たしていることを国土交通省から指定された性能評価機関で確認し、国土交通大臣から認可されたものが不燃材料として使えるようになる。

## 関連文書
- 建築基準法第2条第九号（不燃材料）
- 平成12年建設省告示第1400号（不燃材料を定める件）